# لسن

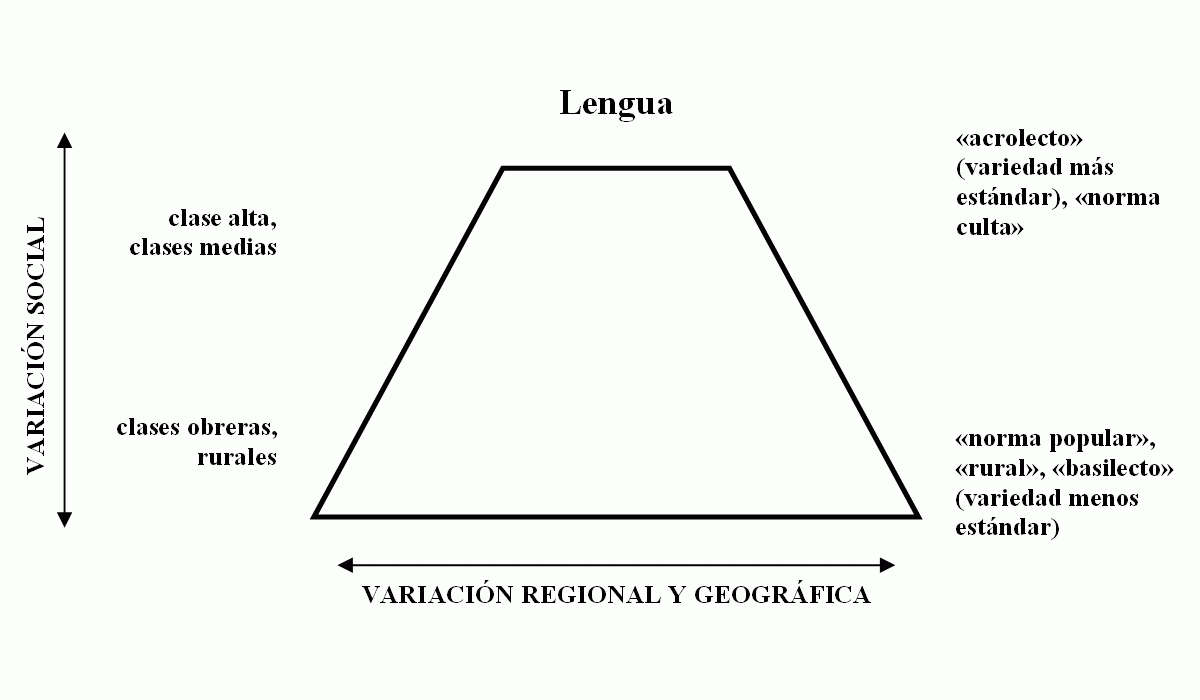

الضَّرْب أو النَّوْعَة في عرف اللغويين. يُطلَق هذا المصطلح على تغيرات وتنوعات اللسان المُتَّصَل الواحد. وتُستَعمل في اللسانيات الاجتماعية للدلالة على صيغة ضمن اللغة، حيث تكون هذه الصيغة ذات خصائص وسمات صواتية وصرفية وتركيبية ودلالية وبلاغية، كما أنها تُستعمَل في سياق جغرافي أو اجتماعي محدد. وقد تُرادف مصطلح «لغة» المعيار أو الفصحى، والتي تكون نوعة مُمَعْيَرة ذات قواعد مضبوطة وصارمة، وتدل أيضا على «لهجة» بجميع أصنافها المتعددة والمتنوعة.

## حواش
1. ↑  رمزي البعلبكي (1990)، معجم المصطلحات اللغوية: انكليزي - عربي: مع 16 مسرداً عربياً (بالعربية والإنجليزية) (ط. 1)، بيروت: دار العلم للملايين، ص. 524، OCLC:30475414، QID:Q112231927